# Duero (Bohol)
Duero è una municipalità di sesta classe delle Filippine, situata nella Provincia di Bohol, nella Regione del Visayas Centrale.
Duero è formata da 21 baranggay:
- Alejawan
- Angilan
- Anibongan
- Bangwalog
- Cansuhay
- Danao
- Duay
- Guinsularan
- Imelda
- Itum
- Langkis
- Lobogon
- Madua Norte
- Madua Sur
- Mambool
- Mawi
- Payao
- San Antonio (Pob.)
- San Isidro
- San Pedro
- Taytay